# H+: The Digital Series
H+: The Digital Series (en inglés, H+: La serie digital), abreviada a menudo como H+, es una serie web producida por Bryan Singer y creada por John Cabrera y Cósimo De Tomasso. La serie, que trata el tema del transhumanismo, fue estrenada el 8 de agosto de 2012 en YouTube con dos episodios. Los nuevos episodios se estrenan los miércoles, también por YouTube.

## Producción
La serie comenzó como un proyecto a largo plazo en 2006. Se filmó en Santiago de Chile en 2011, en un período de 29 días y en 54 locaciones diferentes, siendo anunciada en la Convención Internacional de Cómics de San Diego ese mismo año. Al año siguiente, se anunció su estreno en el mismo evento poco antes del mismo. La serie es distribuida por Warner Brothers Digital Distribution en sociedad con YouTube.

## Ambientación
La serie se basa en un futuro donde un tercio de la población mundial utiliza un software implantado en su sistema nervioso, llamado H+, que conecta la mente humana a Internet las 24 horas. El implante fue creado por Hplus Nano Teoranta, una compañía irlandesa de biotecnología fundada con la intención de mejorar el área médica con tecnología. El relato comienza in medias res, mostrando los efectos de un virus que infecta los implantes de H+. Los episodios concurrentes adelantan y retroceden en la línea de tiempo de la historia hacia escenarios y personajes diferentes, mostrando los sucesos desde las diversas ópticas.

## Recepción
La compañía estadounidense Tubefilter, calificadora de entretenimiento en línea, manifestó que la serie es "fácilmente una de las series más épicas, mejor filmadas y pensadas de este año". La serie está subtitulada al español, a través del sistema Closed Caption (CC) disponible en YouTube.